# 웨지감자
웨지감자(영어: potato wedges)는 감자를 쐐기 모양으로 썰어서 튀기거나 구운 음식이다. 튀긴 것은 감자 튀김의 변형 중 하나이다. 

## 사진

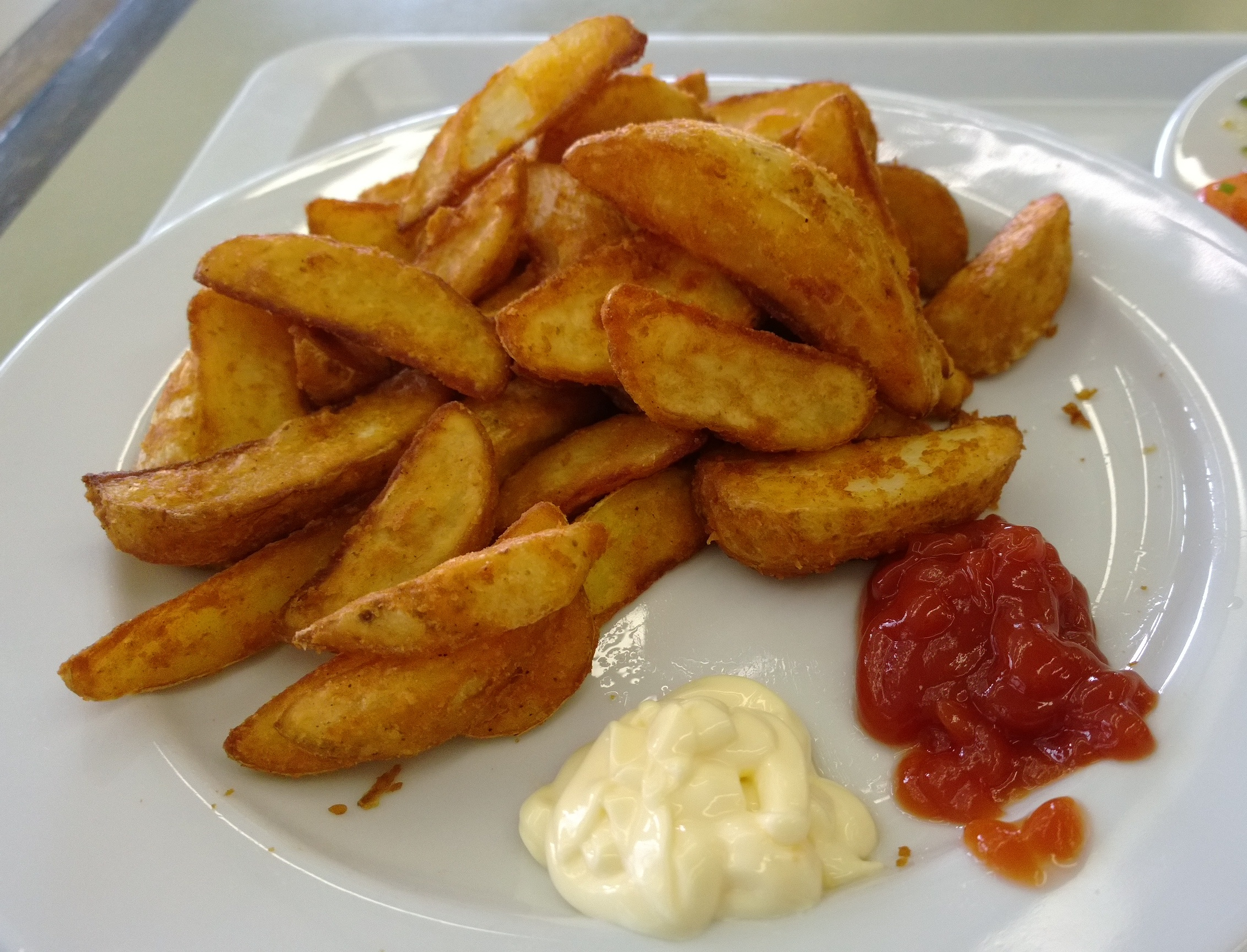
웨지 감자
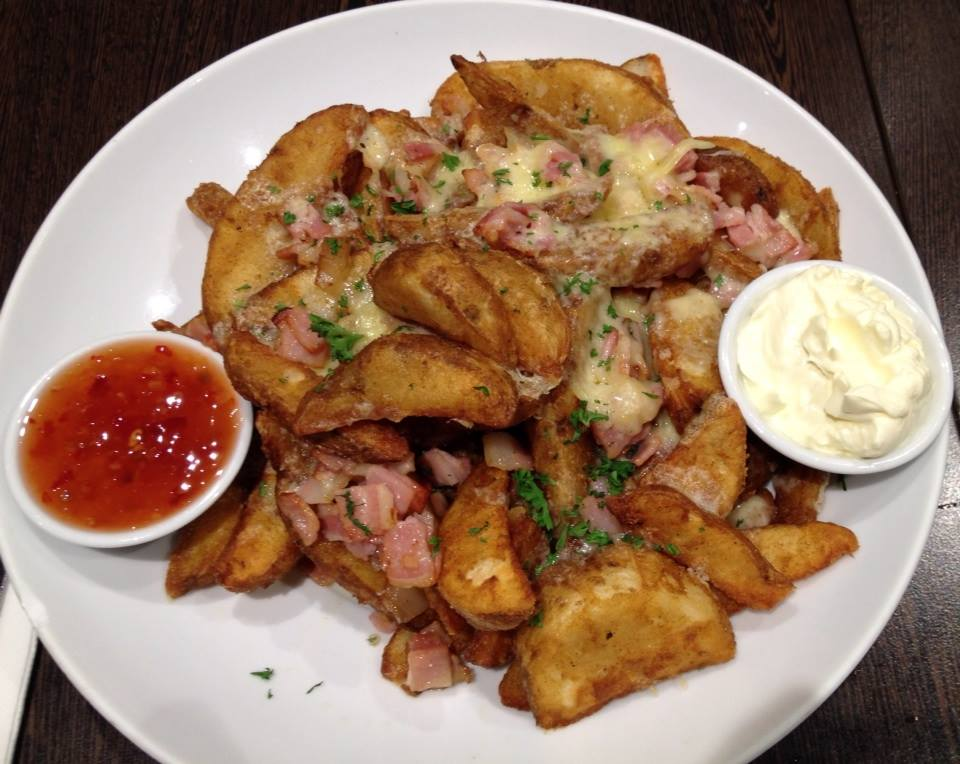
치즈와 베이컨, 스위트 칠리 소스와 사워 크림을 곁들인 웨지 감자
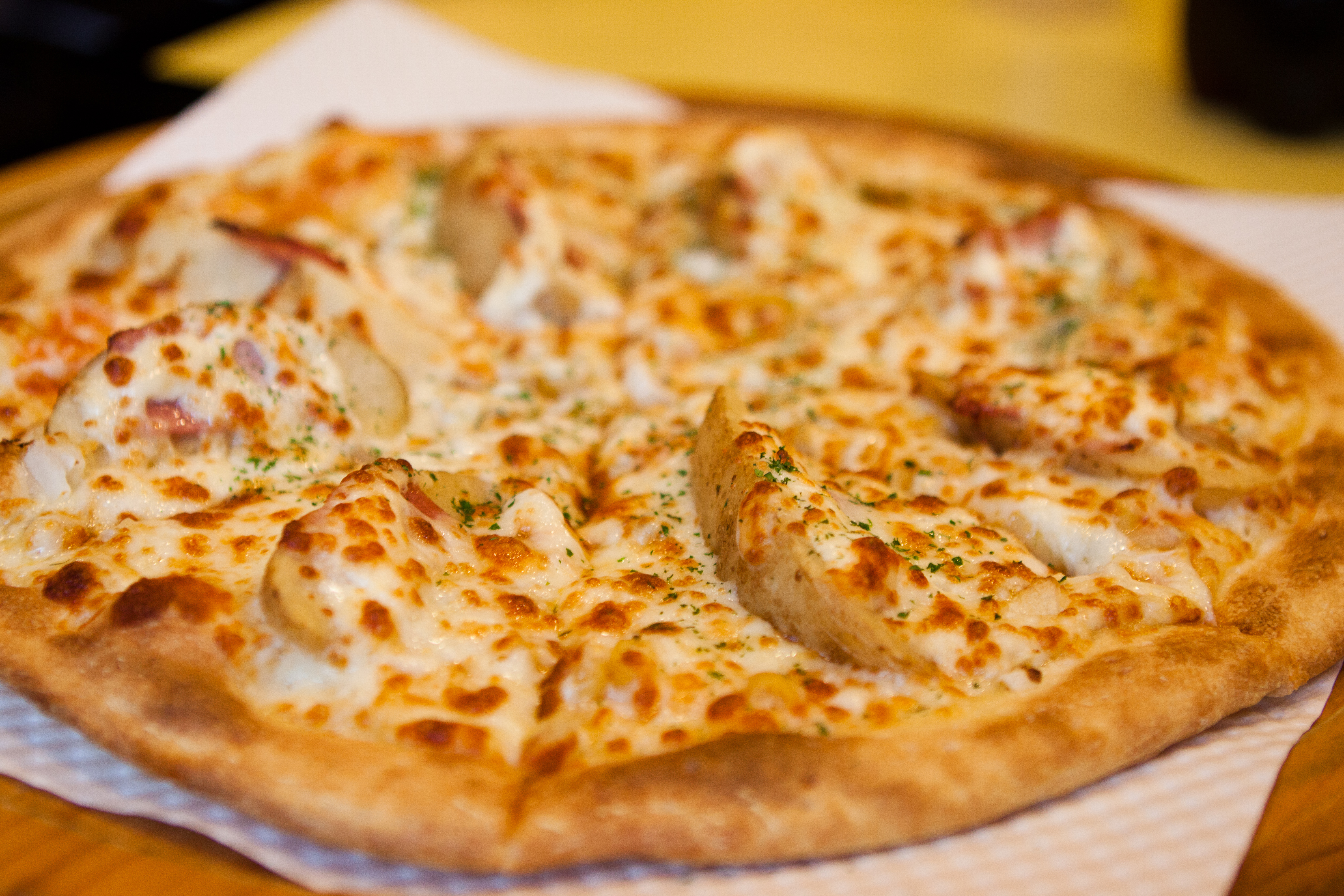
포테이토 피자

## 같이 보기
- 막대감자
- 벌집감자
- 용수철감자
- 주름감자